# Tiecheng
Tiecheng (kinesiska: 铁城, 铁城镇) är en köping i Kina. Den ligger i provinsen Hebei, i den norra delen av landet, omkring 250 kilometer söder om huvudstaden Peking. Antalet invånare är 38 485. Befolkningen består av 19 305 kvinnor och 19 180 män. Barn under 15 år utgör 15,0 %, vuxna 15-64 år 74 %, och äldre över 65 år 10,0 %.
Genomsnittlig årsnederbörd är 776 millimeter. Den regnigaste månaden är juli, med i genomsnitt 305 mm nederbörd, och den torraste är mars, med 3 mm nederbörd.